# Послесмъртни петна
Послесмъртните петна (на латински: livor mortis) или наричани още трупни, или следсмъртни петна, са един от признаците на смъртта. Те представляват виолетово-червени оцветявания по нисколежащите части на трупа. Когато сърцето спре да функционира, кръвта и лимфата по силата на тежестта си се стичат към нискоразположените части на тялото. Прозиращата през кожата кръв се наблюдава като лилаво-червени петна.
Послесмъртните петна се появяват най-рано след 20 минути до 3 часа след смъртта, като кръвта се съсирва в капилярите след 4 – 5 часа. Преди съсирването на кръвта, при натиск петното изчезва, а при прекратяване на натиска се появява отново. През това време при промяна на положението на трупа, послесмъртните петна се преместват в новите нисколежащи части. Пълното оцветяване на петната настъпва в рамките на първите 6 – 12 часа след смъртта, като наситеността на цвета зависи от количеството хемоглобин в кръвта.
Трупните петна имат приложение в криминалистката и съдебната медицина, понеже могат да предоставят ценна информация относно времето на настъпването на смъртта, положението, в което се е намирал трупа и дали е бил преместван. Също така дават възможност да се съди за бързината, с която е настъпила смъртта и позволяват да се съди за характера на дрехите или предметите, върху които е лежал или са притискали трупа.

## Стадии

### Хипостаза
Хипостаза (от гръцки: hypóstasis, „утайка“) е медицински термин за задържане, застой на кръв в ниско разположени телесни органи поради слаба сърдечна дейност.
Хипостазата е и част от естествените процеси, които настъпват в тялото след смъртта, като продължава от 20 минути до 3 часа. При липса на сърдечна дейност и под въздействие на гравитацията, кръвта се оттича и съсирва в онези части от тялото, които са най-близо разположени до земята, което предизвиква оцветяването на тези части от кожата в по-тъмно червено, т.нар. трупни петна. По този начин хипостазата предоставя информация за положението, в което тялото е било по време и скоро след настъпването на смъртта, и така в съдебната медицина и криминалистиката може да се установи дали след смъртта тялото е местено, което би повдигнало подозрения за криминални обстоятелства около смъртта на починалия.

### Стаза
Стазата настъпва след 12-ия час на смъртта, при което кръвта престава да се движи в съдовете, поради което трупните петна не изчезват, а само избледняват и бавно се възстановяват при натиск. В този период настъпва дифузия на плазмата в околната тъкан, а кръвта в съдовете се сгъстява. В кръвта проникват микробите на гниенето и тя хемолизира.

### Имбибиция
Имбибицията настъпва след 24-тия час, при което стените на вените, а и околните тъкани се пропиват с хемолизирала кръв. Трупните петна не изчезват и не избледняват при натиск. Не се местят при промяна в положението на трупа. В резултат на пропиването на подкожните вени се образува т.нар. гнилостна венозна мрежа – дървовидно разклоняващи се кафеникаво-червени ивици по кожата. Стадият на пропиване постепенно преминава в стадия на трупно гниене.